# Solo (Iyaz)
Solo è un singolo del cantante anglo-verginiano Iyaz, pubblicato il 24 maggio 2010 come secondo estratto dal primo album in studio Replay.

## Tracce
Testi e musiche di Keidran Jones, Jonathan Rotem, August Rigo, Jason Desrouleaux, James Harris, Terry Lewis e Janet Jackson.
Download digitale
1. Solo – 3:14

Download digitale – EP
1. Solo (Dave Audé Club) – 9:03
2. Solo (Cahill Club) – 6:17
3. Solo (Mixin Marc & Tony Svejda Radio) – 3:43
4. Solo (Robbeatz Mixshow) – 4:13

CD singolo (Germania, Austria e Svizzera)
1. Replay
2. Replay (Mixin Marc & Tony Svejda Radio)

## Formazione
Musicisti
- Iyaz – voce
- J.R. Rotem – strumentazione, arrangiamento, produzione, missaggio

## Classifiche
| Classifica (2010) | Posizione massima |
| ----------------- | ----------------- |
| Australia         | 48                |
| Austria           | 28                |
| Belgio (Fiandre)  | 44                |
| Belgio (Vallonia) | 52                |
| Canada            | 54                |
| Germania          | 25                |
| Irlanda           | 26                |
| Nuova Zelanda     | 35                |
| Paesi Bassi       | 35                |
| Regno Unito       | 3                 |
| Repubblica Ceca   | 40                |
| Slovacchia        | 47                |
| Stati Uniti       | 32                |